# Echinothecium
Echinothecium — рід грибів родини Capnodiaceae. Назва вперше опублікована 1898 року.

## Класифікація
До роду Echinothecium відносять 4 види:
- Echinothecium aerophilum
- Echinothecium cladoniae
- Echinothecium glabrum
- Echinothecium reticulatum